# Jules Bahieu
Jules Gustave Bahieu, né le 27 juin 1847 à Dour en Belgique et mort le 20 septembre 1916 à Champigny-sur-Marne, est un peintre belge. 

## Biographie
Connu comme paysagiste et peintre de scènes de la vie quotidienne, Jules Bahieu expose au Salon des artistes français à Paris entre 1885 et 1895. Son tableau Le petit rachapt à Vitré (1882) est conservé au château de Vitré. Le musée de Louviers et le musée Eugène-Boudin de Honfleur conservent également quelques-unes de ses toiles.